# نيل إس. مكارثي
نيل إس. مكارثي (بالإنجليزية: Neil S. McCarthy)‏ هو محامي أمريكي، ولد في 6 مايو 1888 في لوس أنجلوس في الولايات المتحدة، وتوفي بنفس المكان في 25 يوليو 1972.